# Dichaetophora paraserrata
Dichaetophora paraserrata är en tvåvingeart som först beskrevs av Toyohi Okada 1988.  Dichaetophora paraserrata ingår i släktet Dichaetophora och familjen daggflugor.
Artens utbredningsområde är Sri Lanka. Inga underarter finns listade i Catalogue of Life.